# Foibé (jméno)
Foibé je ženské křestní jméno řeckého původu. Znamenající „zářící“. Svátek slaví 3. září.

## Známé nositelky
- Foibé – titánka první generace z řecké mytologie
- Foibé (biblická postava) – jáhenka
- Phoebe Carrai – americká cellistka
- Phoebe Cary – americká básnířka
- Phoebe Conn – americká spisovatelka
- Phoebe Di Tommaso – australská krasobruslařka
- Phoebe Gloeckner – americká ilustrátorka, malířka a romanopisec
- Phoebe Hearst – americká filantropka a feministka
- Phoebe Hesketh – britská básnířka
- Phoebe Hessel – britská vojačka
- Phoebe Pember – zdravotní sestra a lekařská asministrátorka během americké občanské války
- Phoebe Thomas – britská herečka

## Fiktivní postavy
- Phoebe Buffay – svobodomyslná postava ze seriálu Přátelé. Hrála jí Lisa Kudrow
- Phoebe Halliwell – čarodějka ze seriálu Čarodějky. Hrála ji Alyssa Milano